# سوني كيتل
سوني كيتل (بالألمانية: Sonny Kittel) (6 يناير 1993 غيسن ألمانيا - ) هو لاعب كرة قدم ألماني، يلعب كلاعب وسط.

## روابط خارجية
- سوني كيتل على موقع الاتحاد الأوربي (الإنجليزية)
- سوني كيتل على موقع قاعدة بيانات كرة القدم.إي يو (الإنجليزية)
- سوني كيتل على موقع بيانات كرة القدم. دي إي (الألمانية)
- سوني كيتل على موقع Soccerway.com (الإنجليزية)
- سوني كيتل على موقع عالم كرة القدم.نت (الإنجليزية)
- سوني كيتل على موقع AS.com (الإسبانية)